# Laercio Oliveira
Laercio José de Oliveira (Recife, 15 de abril de 1959) é um administrador e político brasileiro filiado ao Progressistas. Pernambucano, mudou-se para Aracaju aos 18 anos.

## Biografia
Foi eleito deputado federal em 2014, para a 55.ª legislatura (2015-2019), pelo Solidariedade. Votou a favor do Processo de impeachment de Dilma Rousseff. Já durante o Governo Michel Temer, votou a favor da PEC do Teto dos Gastos Públicos. Em abril de 2017 foi favorável à Reforma Trabalhista. Em agosto de 2017 votou a favor do processo em que se pedia abertura de investigação do presidente Michel Temer.

## Desempenho eleitoral
| Ano  | Eleição             | Partido | Candidato a      | Votos   | %           | Resultado | Ref   |
| ---- | ------------------- | ------- | ---------------- | ------- | ----------- | --------- | ----- |
| 2010 | Estadual de Sergipe | PR      | Deputado Federal | 79.514  | 8,72%       | Eleito    | [ 5 ] |
| 2014 | Estadual de Sergipe | SSD     | Deputado Federal | 84.198  | 8,58%       | Eleito    | [ 6 ] |
| 2018 | Estadual de Sergipe | PP      | Deputado Federal | 68.014  | 6,81%       | Eleito    | [ 7 ] |
| 2022 | Estadual de Sergipe | PP      | Senador          | 310.300 | 28,57% (1º) | Eleito    | [ 8 ] |